# Jean de Herdt
Jean de Herdt (ur. 22 lipca 1923, zm. 5 stycznia 2013) – francuski judoka.
Pięciokrotny mistrz Europy w latach 1951 - 1955. Pierwszy w drużynie w 1951 i trzeci w 1953. Mistrz Francji w latach 1943, 1944, 1947 i 1949-1951.